# Siyamak More Sedgh
Siyamak More Sedgh (persiska: سیامک مره‌صدق, romaniserat: Siyāmak More-Sedq, hebreiska: סיאמך מורה-צדק), född 1965, är en judisk-iransk politiker och läkare som innehade det iranska parlamentets reserverade plats för den judiska minoriteten under åren 2008 till 2020. Han är även ordförande för den judiska välgörenhetsinstitutionen Dr. Sapirs sjukhus och välgörenhetscenter. Han har kallats ”Irans jude nummer 1”.
I sin politiska roll har More Sedgh arbetat för att förbättra judars ställning i iransk lag och samhälle, bland annat genom att möjliggöra för judiska barn i offentliga skolor att slippa gå i skolan på lördagar. Han förespråkar gradvisa reformer inom den nuvarande islamistiska samhällsordningen. I utrikespolitiska frågor har han vid upprepade tillfällen kritiserat Israel, som han benämnt som den “sionistiska regimen”. Han stödde det iranska kärnteknikavtalet från 2015. More Sedgh är utbildad kirurg och har beskrivit sitt arbete som läkare vid Dr. Sapirs sjukhus som sin “första passion” och sin “plikt som människa”.

## Privatliv och medicinsk karriär
More Sedgh föddes i Shiraz 1965 i en framstående familj som hade lett den lokala judiska församlingen sedan safavidisk tid.  År 1983 antogs han till Shiraz medicinska fakultet. Under Iran-Irak-kriget 1980–1988 tjänstgjorde han som fältläkare.  I en intervju med Russia Today år 2010 uppgav han att han hade tjänstgjort som frivillig i tolv månader, men i en intervju med CNN 2013 sade han att han hade varit frivillig i ”mer än åttio månader”.

År 1990 tog More Sedgh läkarexamen i allmänkirurgi med högsta betyg, summa cum laude. Efter examen arbetade han som kirurgassistent vid Namazi-sjukhuset och började 1995 arbeta som biträdande professor vid Kurdistans medicinska universitet i staden Sanandaj i västra Iran. År 2000 fick han ansvaret för Kurdistans akutsjukvårdscentral och flyttade 2002 till Teheran för att bli ordförande för den judiska välgörenhetsinstitutionen Dr. Sapirs sjukhus och välgörenhetscenter. More Sedgh fortsätter att leda sjukhuset parallellt med sitt politiska arbete. Även om han har erkänt att det har varit svårt att balansera de två yrkena, sa han i en intervju med Al Jazira 2018:
| ” | Att delta i parlamentet är min plikt gentemot mitt land och Irans judar. Mitt arbete på det här sjukhuset är min plikt som människa. | „ |

 Även om Dr. Sapir-sjukhuset är beläget i ett traditionellt judiskt område i Teheran, har de flesta judar lämnat området och de flesta patienter och personal är muslimer. I en intervju med Deutsche Welle 2017 påpekade More Sedgh detta och sade att hans ”närmsta vänner” är muslimer.
Under sin tid i Sanandaj tjänstgjorde More Sedgh även som hazzan (kantor) i den lokala synagogan. År 2006 blev han ordförande för Tehrans judiska kommitté, ett uppdrag han innehade fram tills han kandiderade till parlamentet 2008. Sedan 2009 är han också chefredaktör för Ofogh-e Binah, en månatlig tidskrift som ges ut av kommittén.
More Sedghs första hustru emigrerade till USA i slutet av 1990-talet. Han valde själv att stanna i Iran eftersom han inte ansåg sig kunna leva utanför sin iranska kultur. År 2002 gifte han om sig med Tina Rabie-Zadeh.

## Politisk karriär och uttalanden
| Val  | Röster | Röster för More Sedgh | Procent |
| ---- | ------ | --------------------- | ------- |
| 2008 | 2 748  | 2 374                 | 86,39 % |
| 2012 | 3 934  | 3 240                 | 82,36 % |
| 2016 | 3 397  | 2 449                 | 72,09 % |

I det iranska parlamentsvalet 2008 valdes More Sedgh till den reserverade platsen för judar i Irans parlament. Han lyckades försvara sin plats i de två efterföljande valen. I parlamentsvalet 2020 blev han inte återvald.
Mellan 2016 och 2020 tillhörde han parlamentets hälso- och sjukvårdskommitté. Han var även medlem i parlamentets vänskapsgrupper med Australien, Indonesien, Malaysia, Nya Zeeland och Singapore. More Sedghs politiska ståndpunkter avviker endast i liten utsträckning från den etablerade iranska statspolitiken.

### Inrikespolitik
Enligt 7Dorim, en webbplats om judisk kultur i Iran, har More Sedgh “vid flera tillfällen klagat över den partiska hållningen hos iransk tv och radio ... som har sänt negativ propaganda och förolämpande program” i fråga om judar. I flera intervjuer med utländska medier har han uttryckt att situationen för judar i Iran inte är perfekt men håller på att förbättras. intervju från 2013 med Fareed Zakaria på CNN sade More Sedgh: Självklart innebär det vissa problem att tillhöra den judiska minoriteten i ett religiöst land. Men efter revolutionen har våra problem börjat lösas steg för steg. I dag är vår situation bättre än i går. Och i dag är vår situation mycket bättre än för tio eller tjugo år sedan.
Moreh Sedgh har lyft fram förändringar i ersättningsutbetalningar vid dödsfall, som tidigare skilde mellan muslimer och icke-muslimer men numera är jämlika, som ett exempel på förbättrade villkor för judar i Iran. I en intervju med Deutsche Welle 2017 nämnde han att judiska barn i offentliga skolor numera har rätt att vara lediga på sabbaten (lördagar), vilket han beskrev som ”en av vårt [judiska samfunds] största framgångar under de senaste åren”. Han har även lyckats få igenom en budgetökning på 50 procent religiösa minoriteters aktiviteter. Moreh Sedgh arbetar för att judar ska kunna antas som officerare i den iranska armén, och har uttryckt en förhoppning om att judar i framtiden också ska kunna tjänstgöra som domare och som medlemmar av Irans regering.
Han förespråkar en strategi där förbättringar sker ”lite i taget, steg för steg”. Enligt tidskriften 7Dorim anser han att alla nuvarande problem som judar i Iran möter kan lösas utan att man avviker från landets nuvarande islamistiska konstitution. Han har även sagt att ”vad gäller religionsfrihet är Iran ett av de friaste länderna”. Moreh Sedgh har dessutom betonat att judar är en del av den iranska nationen.
Angående den iranske presidenten Mahmoud Ahmadinejads ifrågasättande av Förintelsen har Moreh Sedgh svarat att Ahmadinejad inte förnekade Förintelsen utan endast ifrågasatte den, och att detta var presidentens personliga åsikt snarare än en officiell ståndpunkt från den iranska staten. Samtidigt tillade han: ”Jag accepterar inte ens att den ifrågasätts. Det är meningslöst att ifrågasätta något som är fullständigt klart och erkänt i hela världen.” I en intervju med israeliska The Jerusalem Post jämförde han Förintelseförneklelse vid ”att förneka livet, att förneka att solen finns”. Han skrev även ett brev till Ahmadinejad där han kritiserade honom för att ha ifrågasatt Förintelsen.

### Utrikespolitik
More Sedgh har vid upprepade tillfällen kritiserat Israel. År 2007 beskrev han uppgifter om fyrtio iranska judars alija (utvandring till Israel) som en obekräftad ”desinformationskampanj”. År 2008, hans första år i parlamentet, vägrade han att fira Israels sextioårsjubileum och sade att Israel uppvisade ett ”antihumant beteende” gentemot palestinierna i Gaza. Under Gazakriget 2014 jämförde More Sedgh Israels behandling av palestinier med nazisternas och Saddam Husseins  politik, och kallade landet för den ”sionistiska regimen”. På Quds-dagen 2020, sade More Sedgh att ”den sionistiska regimen försöker missbruka den judiska religionen och har ingen lojalitet mot denna religions principer” och uppmanade världens judar att de ”[bör] resa sig mot en katastrof som sionismen och uttrycka sin avsky”, på samma sätt som muslimer uttrycker avsky för ”människor som bin Ladin”. På frågan om Israels rätt att existera svarade han att ”varje land som handlar i enlighet med mänskliga rättigheter har rätt att existera”.

I en intervju med Jerusalem Post uttalade More Sedgh att Iran inte har något intresse av ett offensivt krig mot Israel:
| ” | Jag anser att en tvåstatslösning, eller vilken lösning som helst som garanterar fred i Mellanöstern, kommer att stödjas av alla nationer. Det har redan upprepade gånger fastslagits att Iran inte är intresserat av att starta ett krig med Israel, eftersom man vet att den som inleder ett krig i Mellanöstern begår självmord. Det är en tätbefolkad del av världen, och den som startar ett krig här avslutar sitt liv. | „ |

 More Sedgh stödde det iranska kärnteknikavtalet från 2015 och betonade att ”avskaffandet av sanktionerna... även kommer att påverka judars liv i Iran positivt”. Från och med 2018, efter att den amerikanske presidenten Donald Trump ensidigt dragit sig ur avtalet, motsatte han sig all dialog med Trump-administrationen. År 2019 uttalade han att Trump ”har anlitat de mest antisemitiska människorna i världen i syfte att driva sina anti-iranska mål”. More Sedgh kritiserade även Polen för att ha varit medarrangör (tillsammans med USA) till Warszawakonferensen i februari 2019, som riktade sig mot Iran. Han sade att Polen hade ”världens mest antisemitiska regering” och att landet ”infört lagar som förnekar Förintelsen”.
År 2013 var More Sedgh en av endast två parlamentsledamöter som följde med president Hassan Rouhanis till hans första anförande i FN:s generalförsamling, generalförsamling, som en del av den så kallade ”charmoffensiven” för att förbättra Irans globala anseende efter tidigare presidenten Ahmadinejads kontroverser. Han besökte även Syrien och träffade Syriens dåvarande president Bashar al-Assad.
År 2016 släppte Israel Radio ett ljudband där More Sedgh intervjuas av en fransk-israelisk reporter. På inspelningen säger han att ett krig mellan Iran och Israel vore ”självmord” för Iran, och han uttrycker tvivel på att den iranska regeringen allvarligt överväger ett krig. Efter att inspelningen släppts förnekade More Sedgh att intervjun ägt rum och kallade den fabricerad. I en intervju med Fars News Agency sade han att han aldrig skulle ha deltagit i en sådan intervju och att han vägrar besvara ”telefonsamtal och frågor från sionistisk media, eftersom de inte är varelser vi vill besvara”.

## Kontroverser
More Sedgh har kritiserats för att främja iransk propaganda och för att försköna situationen för Irans judar. Den iransk-amerikanske journalisten Karmel Melamed har beskrivit honom som ”en bricka i spelet” för den iranska regimen som använder honom varje gång de anklagas för antisemitism. En skribent i The Times of Israel har kritiserat medier för att behandla honom som en legitim företrädare för Irans judar och ställt frågan: ”[hur fri är] en iransk parlamentsledamot (än mindre den utpekat judiske) att kritisera iransk politik?”